# Europejski Komitet Praw Społecznych
Europejski Komitet Praw Społecznych (ang. European Committee of Social Rights – ECSR) bada, czy państwa członkowskie wypełniają zobowiązania wynikające z Europejskiej Karty Społecznej. Jego niezależni i bezstronni członkowie są wybierani na sześcioletnią kadencję, z możliwością jednorazowej reelekcji, przez Komitet Ministrów Rady Europy. Zadaniem Komitetu jest określanie, czy ustawodawstwo i praktyka występująca w państwach-stronach tej konwencji międzynarodowej, jest zgodna z postanowieniami Karty.

## Mechanizm kontrolny oparty na raportach państw
Państwa-strony są zobowiązane do corocznego przedkładania raportów na temat wdrażania postanowień Karty do prawa krajowego i jej stosowania w praktyce. Raporty te są następnie badane przez Komitet Praw Społecznych, który przygotowuje opinie prawne dotyczące zgodności stanu faktycznego, występującego w danym państwie, z postanowieniami Karty.
Jeśli państwo nie podejmuje żadnych działań związanych z wypełnianiem decyzji Komitetu, Komitet Ministrów kieruje do niego zalecenia, w których zwraca się o dokonanie zmiany istniejącego ustawodawstwa lub stosowanej praktyki

## Procedura skarg zbiorowych
Otwarty do podpisu w 1995 roku Protokół dodatkowy do Europejskiej Karty Społecznej ustanawia system skarg zbiorowych do Europejskiego Komitetu Praw Społecznych w przypadku domniemanego naruszenia Karty. Protokół ten wszedł w życie w 1998 roku.

## Organizacje uprawnione do wniesienia skargi do Komitetu
W sprawach, w których wszystkie państwa zaakceptowały omawianą procedurę:
- Europejska Konfederacja Związków Zawodowych, Unia Europejskich Konfederacji Przemysłu i Pracodawców oraz Międzynarodowa Organizacja Pracodawców
- Organizacje pozarządowe posiadające status doradczy w Radzie Europy, wymienione w tym celu przez Komitet Rządowy
- Organizacje pracodawców i związki zawodowe z państwa, którego dotyczy skarga

W sprawach, w których dane państwa się na to zgodziły:
- Krajowe organizacje pozarządowe

Europejski Komitet Praw Społecznych bada skargi i orzeka o ich dopuszczalności w przypadku, gdy spełniają one wymogi formalne. Kolejnym etapem jest pisemna procedura polegająca na wymianie dokumentów. Komitet może również zarządzić przeprowadzenie publicznej rozprawy. Następnie podejmuje decyzję co do meritum sprawy i przekazuje swoje wnioski Komitetowi Ministrów oraz stronom postępowania.
Raport jest publikowany w terminie czterech miesięcy od wydania decyzji. W ostatniej fazie postępowania Komitet Ministrów przyjmuje rezolucję. Jeśli uzna to za stosowne, może zalecić przyjęcie przez państwo odpowiednich środków, które zapewnią zgodność prawodawstwa i istniejącej praktyki z postanowieniami Karty.